# El submarinista calcinado

El submarinista calcinado es una leyenda urbana en la que se cuenta que alguien, tras un gran incendio forestal, encuentra un cuerpo quemado y, al acercarse, descubre que tiene puesto un equipo de buceo, traje de neopreno, mascarilla y botellas de oxígeno y pies de rana. La leyenda dice que es un buceador que fue aspirado por los aviones o helicópteros al absorber el agua para después tirarla y apagar el incendio. Esta leyenda es conocida sobre todo en Estados Unidos, Gran Bretaña, España y Francia.

## Origen
Parece ser que su origen en España estaría en la década de los años 1980, cuando empezó a escucharse por los clubs de submarinismo, como en el Centro Excursionista de Grácia, donde una nota en el tablón de anuncios advertía de este peligro. Su generalización en España está relacionada con la película El puente de Varsovia, que rodó Pere Portabella en el año 1989 y en una de cuyas escenas recreaba esta leyenda urbana. Pere Portabella declaró que para esta escena se inspiró en una noticia recogida de un periódico francés. Poco después, en el año 1993, apareció un juego de acertijos denominado Mindtrap, en el que se incluía una pregunta así: «Se incendia un bosque y aparece un submarinista calcinado. ¿Qué ha pasado?.» Y la respuesta era la misma que la de la leyenda: que un avión lo había recogido junto con el agua que había utilizado para apagar el fuego. Este juego apareció con anterioridad en Estados Unidos y Gran Bretaña, pero no está claro si podría ser el origen de la leyenda o recogía una leyenda ya existente. La historia también es representada en la película Magnolia, de 1999.

## Fundamentos

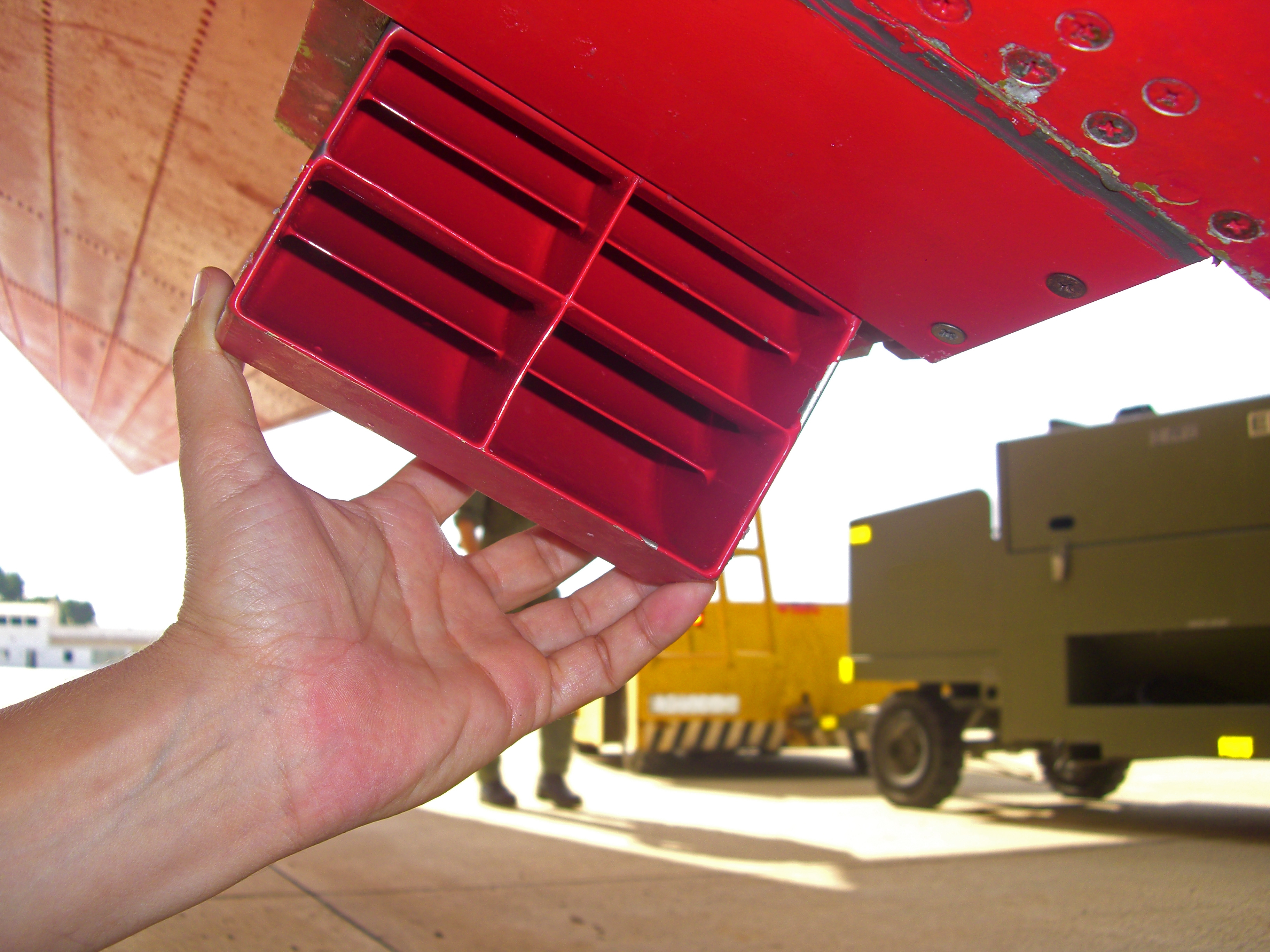
Sonda de carga de agua de un avión anfibio Bombardier 415.

Los aviones utilizados para recoger el agua para apagar los incendios poseen un sistema de tubos y unas rejillas que hacen imposible que recojan algo del tamaño de una persona, por lo que la leyenda no está avalada por fundamentos técnicos y parece ser tan solo eso, una leyenda.

## En la cultura popular
- En un capítulo de la serie CSI: Las Vegas (5.º episodio de la 2.ª temporada) aparece un buzo calcinado en lo alto de un árbol chamuscado en un incendio en el monte. Se descubrirá que en realidad fue asesinado anteriormente y se utilizó la leyenda urbana como coartada.